# Eleutherodactylus sisyphodemus
Espèce
Statut de conservation UICN

 CR B1ab(iii) : 
En danger critique
Eleutherodactylus sisyphodemus est une espèce d'amphibiens de la famille des Eleutherodactylidae.

## Répartition
Cette espèce est endémique de Jamaïque. Elle se rencontre vers 450 m d'altitude dans la paroisse de Trelawny.

## Description
Les mâles mesurent jusqu'à 13,8 mm et les femelles jusqu'à 17,9 mm.

## Publication originale
- Crombie, 1977 : A new species of frog of the genus Eleutherodactylus from the Cockpit Country of Jamaica. Proceedings of the Biological Society of Washington, vol. 90, no 2, p. 194-204 (texte intégral).